# Bangor (Walia)
Bangor – miasto w północnej Walii w hrabstwie Gwynedd (historycznie w Caernarfonshire), położone nad wschodnim wejściem do cieśniny Menai Strait (Morze Irlandzkie), naprzeciw wyspy Anglesey. W 2011 roku liczyło 17 988 mieszkańców.
Siedziba Uniwersytetu w Bangor (założonego 1885 jako University College of North Wales, w latach 1995–2007 oficjalnie nazywanego University of Wales, Bangor, UWB, a od 2007 University College, Bangor, UCB), o liczbie studentów dochodzącej do ok. 10 tys.

## Współpraca
- Soest, Niemcy